# Top 1000 (1990)
In juli 1990 zond de TROS op Radio 3 een Top 1000-marathon uit. Het idee voor de uitzending werd bij de TROS aangedragen door platenverzamelaar Hans Dirkse. Hij meldde zich bij de TROS met de mededeling, dat het 20 juli 1990 precies 50 jaar geleden is, dat in  de Verenigde Staten voor 't eerst een hitparade werd uitgezonden. Volgens Dirkse zou het aardig zijn non-stop een overzicht te geven van de Top 1000 platen, die sindsdien in de Amerikaanse hitparades hebben gedomineerd.
Van dinsdag 17 tot en met donderdag 19 juli 1990 zond de TROS op Radio 3 de Top 1000-marathon uit. De omroep zond alle nummer 1-hits uit de Amerikaanse hitparade van 27 juli 1940 tot 21 juli 1990 uit. Op 27 juli 1940 staat I’ll Never Smile Again van Tommy Dorsey aan de top van de allereerste officiële hitparade van het vakblad Billboard.
Speciaal voor deze uitzending had de TROS toestemming gekregen om ’s nachts door te gaan via Radio 3. Een deel van de zendtijd werd verkregen door te ruilen met andere omroepen, aangezien in die tijd iedere omroep per zender een vaste uitzend dag in de week had. De marathon werd gepresenteerd door onder andere Peter Teekamp, Karel van Cooten, Rob van Someren, Daniël Dekker, Martijn Krabbé, Wim van Putten, Anuschka (Judith de Leeuw), en Stan Haag.